# DIY 생물학
DIY 생물학(DIY biology, DIY bio)은 개인, 커뮤니티 및 소규모 조직이 기존 연구 기관과 동일한 방법으로 생물과 생명 과학을 연구하는 성장하는 생명공학 사회 운동이다. DIY 생물학은 주로 학계나 기업에서 광범위한 연구 교육을 받은 개인이 담당하며, 정식 교육은 거의 또는 전혀 받지 않은 다른 DIY 생물학자들을 멘토링하고 감독한다. 이것은 취미로, 지역사회 학습과 오픈 과학 혁신을 위한 비영리 노력의 일환으로, 또는 사업을 시작하기 위한 목적으로 행해질 수 있다.

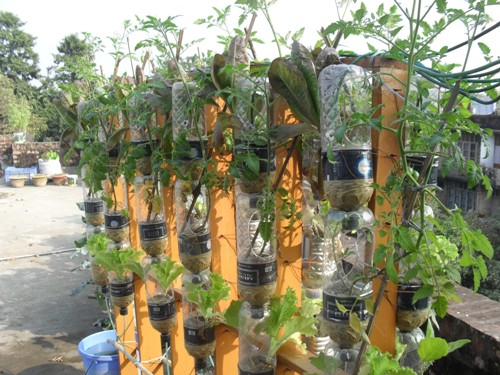

다른 용어들도 DIY 생물 군집과 관련이 있다. 바이오해킹과 웨트웨어 해킹이라는 용어는 해커 문화와 해커 윤리의 연관성을 강조한다. 해커라는 용어는 새롭고 현명한 작업 방법을 찾는 본래의 의미로 사용된다. 바이오해킹이라는 용어는 그라인더 바디 개조 커뮤니티에서도 사용되며, 이는 생물학적으로 관련이 있지만 DIY(Do It Yourself) 운동과는 구별되는 것으로 간주된다. 바이오펑크라는 용어는 이 운동의 기술 진보, 정치 및 예술 요소를 강조한다.

## 역사
생물 해킹이라는 용어뿐만 아니라 DIY 생물학의 개념도 1988년부터 알려져 왔다.
바이오해킹은 기본적인 실험의 간단한 시범을 통해 2005년에 샌프란시스코 프로그래머와 제작자 커뮤니티에 진입했다. SuperHappyDevHouse 해커들이 DIY바이오 실험에 집중하면서, 이 취미는 더욱 탄력을 받게 되었다.
2005년 Rob Carlson은 Wired의 기사에서 다음과 같이 썼다. "차고 생물학 시대가 우리에게 다가왔습니다. 참여하고 싶으세요? 잠시 시간을 내어 이베이에 있는 랩을 구입하십시오." 같은 해에 차고 연구소를 설립하여 이전에 캘리포니아 버클리 소재 분자 과학 연구소에서 일했던 프로젝트를 수행했다.
2008년 Jason Bobe와 Mackenzie Cowell이 DIYBio 조직을 설립하고 첫 회의를 개최했다.
2010년, Genspace는 첫 번째 커뮤니티 생물학 실험실을 열었고, 10개월 후에 BioCuriery, Victoria Makerspace가 그 뒤를 이었다. CA 오클랜드의 Counter Culture Labs, 볼티모어의 Baltimer Underground Science Space, MD, LA의 The Lab, CA의 Denver Biolabs를 비롯한 많은 연구소와 조직이 그 뒤를 따랐다.
2014년에는 전 세계에 50개의 DIY 생물 실험실이 있는 것으로 추정된다.
2016년에는 캘리포니아주 오클랜드에서 바이오해킹에 초점을 맞춘 첫 컨퍼런스가 9월에 개최될 예정이다.

## 양상
DIY바이오 운동은 생물학계에 중요한 기여를 하기 위해서는 반드시 높은 학위를 가진 학자가 되어야 한다는 생각을 바꾸려고 한다. 이를 통해 많은 수의 소규모 조직과 개인이 연구 개발에 참여할 수 있으며, 이윤을 창출하는 것보다 지식을 전파하는 것이 우선이다. 최근에는 다양한 DIY 방식으로 건강하게 살 수 있으며, 그 중 많은 방법이 바이오 해킹 마인드, 신체, 신진대사 및 수면을 위한 다양한 간단한 방법에 초점을 맞추고 있다.
DIY 생물학의 동기는 비용 절감, 오락, 의학, 바이오해킹, 수명 연장, 교육 등이다. Arduino 및 RepRap 3-D 프린터와 같은 마이크로컨트롤러의 오픈 소스 하드웨어를 결합한 최근 연구 결과 매우 저렴한 과학 도구가 개발되었다.

### 커뮤니티 실험실 공간
많은 기관은 회원들에게 장비와 공급품을 제공하는 습식 실험실 제조 공간과 유사한 실험실을 유지하고 있다. 많은 조직들이 또한 수업을 운영하고 교육을 제공한다. 회비는 보통 50달러에서 100달러 사이이다. 회원들은 몇몇 공간에 들어가 실험을 스스로 할 수 있다.

### 오픈소스 장비
DIY 생물학 운동은 비전문가를 포함한 모든 사람이 생물 공학을 수행하는 데 필요한 도구와 자원을 이용하려고 한다. 최초로 개발된 오픈 소스 실험실 장비 중 하나는 아일랜드 바이오 해커 Cathal Garvey의 Dremel Fuge이다. Cathal Garvey는 Dremel 회전 공구에 부착된 3D 프린팅 튜브 홀더를 사용하여 튜브를 고속으로 회전시켜 종종 값비싼 원심분리기를 교체한다. PCR 기계와 같은 다른 많은 장치들이 광범위하게 재생성되었다. 최근에는 Gaudi Labs에서 개발한 OpenDrop 디지털 마이크로유체학 플랫폼 및 DIY NanoDrop과 같은 보다 복잡한 장치가 개발되었다. Opentrons는 오픈 소스, 저렴한 랩 로봇을 만들며 Genspace에서 DIY 생물학 공동작업으로 시작했다. 인큐버스는 셀룰러 연구를 위한 원격 측정 챔버를 합리적인 가격으로 제작하여 환경을 완벽하게 사용자 지정할 수 있도록 한다. 런던에 본사를 둔 생명공학 연구소 제공업체인 OpenCell은 더 많은 오픈 소스 개발을 장려하기 위해 정기적인 바이오 해커톤을 개최한다.

### 지지
바이오해킹에 대한 대부분의 지지자는 실험의 안전, 접근성 및 미래의 합법성에 관한 것이다. 우드로 윌슨 센터의 토드 쿠이켄은 안전과 자율 통치를 통해 DIY 생물학자들은 규제가 필요하지 않을 것이라고 제안한다. Josiah Zayner는 안전은 바이오해킹에 내재되어 있으며, 바이오해킹에서 사회적 소수민족과 소수민족의 표현이 매우 부족하기 때문에 접근성이 최우선 관심사가 되어야 한다고 제안했다.

## 연구 주제
많은 바이오해킹 프로젝트들은 생명과 분자 및 유전 공학의 변화에 초점을 맞춘다.

### 생물정보학
생물정보학은 DIY 생물 연구의 또 다른 인기 있는 대상이다. 다른 분야와 마찬가지로, 많은 프로그래밍 언어들이 DIY 생물학에서 사용될 수 있지만, 사용되는 언어들 대부분은 큰 생물정보학 도서관을 가진 언어들이다.
예로는 각각 Perl과 Python 언어를 사용하는 BioPerl 또는 BioPython이 있다.

### 유전공학
유전자 공학자는 생물해킹의 가장 접근하기 쉬운 형태 중 하나가 공학적 미생물이나 식물이기 때문에 생물해커의 하위문화이다. 실험은 플라스미드를 사용하는 것에서부터 형광 박테리아, 박테리아의 빛을 이용한 유전자 발현을 조절하는 것, 심지어 박테리아나 효모의 게놈을 엔지니어링하기 위해 CRISPR을 사용하는 것까지 다양하다.

### 약
의료와 의학의 접근이 제한되면서 바이오 해커들은 의학 관련 분야에서 실험을 시작하게 되었다. 개방형 인슐린 프로젝트는 발현과 정화를 위한 오픈소스 프로토콜을 만들어 재조합 단백질 인슐린의 접근성을 높이는 것을 목표로 한다. 의학적 치료와 관련된 다른 실험에는 전신 마이크로바이옴 이식과 당뇨병 환자를 위한 오픈 소스 인공 췌장 생성이 포함된다.

### 주입 물질
그라인더는 생체해커의 하위문화로, 신체의 기능을 향상시키거나 변화시키기 위해 기술을 이식하거나 화학물질을 체내에 도입하는 데 초점을 맞춘다.
일부 바이오 해커들은 이제 피부에 대해 진동하는 자석 삽입물을 사용하여 자신들이 어떤 방향으로 향하는지 감지할 수 있다.

### 예술
2000년, 논란이 된 자칭 "트랜스유전자 예술가"인 Eduardo Kac은 그러한 과학적 기술을 활용하고 비평하기 위해 생명공학과 유전학 연구원들의 표준 실험실 작업을 이용했다. Kac의 유일한 유전자 변형 예술 추정 작품에서, 그 예술가는 해파리의 한 종류로부터 녹색 형광 단백질 유전자를 이식 받은 토끼인 녹색 형광 토끼를 얻기 위해 프랑스 연구소(Institute National de la Recherche Agronomique)와 협력했다고 주장했다. 자외선에서 녹색 형광을 방출한다. 이 작업은 "GFP 토끼"로 알려지게 되었고, 카크는 이를 알바라고 불렀다. Kac의 이러한 주장은 연구소의 과학자들에 의해 논쟁되어 왔다. 그들은 다른 많은 동물들 (고양이, 개 등)에 대해 정확히 동일한 실험 (즉, 해파리 GFP 단백질 코드 유전자의 삽입)을 수행했고 연구원들의 지시로 알바를 만들지 않았다고 말했다. 그 결과 실험실은 자신이 창조하고 자금을 지원했던 유전자 변형 토끼를 계속 보유했으며 "유전자 변형 예술"은 의도한 대로 Digital Avignon 축제[2000]에서 전시되지 않았다. 그의 토끼가 예술의 이름으로 만들어진 최초의 GFP 토끼라고 주장하는 Kac은 "자유 알바" 캠페인을 시작함으로써 이 문제를 위장 검열의 하나로 대중화하기 위해 이 논쟁을 이용했다. 그 화가가 낮에 초록빛으로 물든 토끼를 들고 있는 의사 사진이 그의 웹사이트에 나타난다. Critical Art Ensemble의 멤버들은 이 문제에 대해 책을 쓰고 멀티미디어 공연 개입을 했다. 책으로는 다음과 같은 것들이 있다. The Flesh Machine (체외 수정, 신체 감시, 자유 우생학에 초점을 맞춘)과 Cult of the New Eve (그들의 말로 과학은 권위의 기관이다.지식의 생산과 관련하여, 그리고 서양의 관습 기독교의 이러한 특별한 사회적 기능을 대체하는 경향이 있다.
Heather Dewey-Hagborg는 정보 예술가이자 바이오 해커로, 사람들이 남겨둔 게놈 DNA를 실제 컴퓨터로 만든 3-D 초상화를 만드는 출발점으로 사용한다.

## 비판과 우려
바이오해킹은 합성생물학과 유전공학이 이미 받고 있는 것과 동일한 비판을 많이 경험하며, 또한 전문가나 정부의 감독 부족과 함께 작업의 분산 및 비제도적 성격과 관련된 우려도 있다. 모니터링되지 않는 차고 실험실에서 병원균을 생성하는 바이오 해커에 대한 우려로 인해 연방수사국(FBI)은 2009년에 DIY 바이오 컨퍼런스에 대표를 파견하기 시작했다. 예술가 스티브 커츠와 같은 무해한 미생물을 이용한 일부 회원들의 체포와 기소는 미국 정부가 9/11 테러방지권한을 이용해 사회를 비판하는 예술가들과 그들의 예술을 위협해왔다고 주장하는 비평가들에 의해 정치적 탄압으로 비난 받아왔다.
기존 규정은 이 분야에만 특정되지 않기 때문에 2005년 국군병리학연구소 연구원들이 1917년 독감 바이러스를 재현한 것과 같이 생물해커에 의해 의도치 않은 또는 의도적으로 병리학적 유기체가 생성되고 방출될 가능성이 관심사가 되고 있다. 미국 연방수사국(FBI)의 대량살상무기국(WMD)은 미국과학진흥협회(Association for the Advanced of Science's National Science Advisory Board for Biosecurity)와 협력하여 아마추어 생물학자들에 대한 토론과 사회 위험 관리 방안을 포함한 일련의 회의를 소집했다. 국립보건원 생명보호를 위한 국립과학자문위원회는 대중에게 "과학 안전 보안"과 같은 웹사이트의 "이중 사용 연구"에 대해 교육하는 노력을 주도하고 있다. DIY bio는 2011년에 바이오 해커를 위한 윤리강령을 마련하기 위한 컨퍼런스를 개최하였다.
ETC 그룹의 전무이사 Pat Mooney는 노트북 컴퓨터, 게시된 유전자 시퀀스 정보 및 우편 주문 합성 DNA를 사용하면 가까운 미래에 유전자 또는 전체 게놈(치명적인 병원균 포함)을 처음부터 구성할 가능성이 있다고 주장하는 바이오해킹의 비평가이다. 2007 ETC Group 보고서는 이러한 개발의 위험이 단순한 바이오 테러가 아니라 "바이오 에러"라고 경고한다.
지금까지 유해 물질과 관련된 DIY 바이오 프로젝트는 없지만 규제 기관과 일반인 모두의 마음 속에는 두려움이 남아 있다. 그러나 아직 성공적인 변형 유전학 프로젝트가 거의 수행되지 않았기 때문에 DIYbio는 이러한 발전된 프로젝트가 가능하다고 보기에는 너무 이른 단계에 있다는 지적이 종종 제기된다. 또한, 개인은 충분한 기술과 의도로 해를 끼칠 수 있지만, 생물무기 프로젝트를 성취하기 위한 기술, 기술 및 자금에 더 잘 접근할 수 있는 생물 실험실이 전 세계에 존재한다는 사실도 주목할 필요가 있다.
비방하는 사람들은 스스로 생물학자들에게 어떤 종류의 감독이 필요하다고 주장하는 반면, 열렬한 지지자들은 획일적인 감독이 불가능하며 사고나 악행을 예방하는 가장 좋은 방법은 투명성의 문화를 장려하는 것이라고 주장하는데, 이 문화에서 본질적으로 스스로 생물학을 하는 생물학자들은 다른 생물 해커들에 의해 동종 평가를 받게 될 것이다. 지지자들은 잠재적 위험에 대한 두려움이 분산되는 생물학적 기술이 인간의 건강, 환경 및 전 세계 생활 수준에 미칠 심각한 긍정적 영향에 대한 문을 닫는 대신 증가된 연구와 교육을 통해 충족되어야 한다고 주장한다. 그러한 비즈니스 모델에 관한 전례가 부족하기 때문에, DIY바이오 설립자들은 이를 규제 및 안전 정책의 혁신자가 될 수 있는 기회로 보고 있다.

## 그룹 및 조직
Baltimore Underground Science Space (BUGSS), in Baltimore, Maryland
Biocurious, in Sunnyvale, California
Biofoundry, in Sydney, New South Wales
Biospacesg, in Singapore
Bricobio, in Montreal, Québec
Boston Open Science Laboratory (BOSLab), in Cambridge, Massachusetts
Capital Area BioSpace (CABS), in Bethesda, Maryland
Charlottesville Open Bio Lab, in Charlottesville, Virginia
Counter Culture Labs, in Oakland, California
Denver Biolabs, in Denver, Colorado
George H. Stephenson Foundation Bioengineering Educational Laboratory & Bio-MakerSpace at the University of Pennsylvania in Philadelphia, Pennsylvania
Hackuarium, in Écublens
International Hackteria Society, in Switzerland
La Paillasse, in Paris
London Biohackspace, in London
the Open Insulin Project, an international collaboration
Open Science Network, in Vancouver, British Columbia
Ottawa Bio Science, in Ottawa, Ontario
Victoria Makerspace, in Victoria, British Columbia

## 같이 보기
- 오픈 사이언스